# Castlevania: Aria of Sorrow
Castlevania: Aria of Sorrow is een platformspel en actierollenspel (ARPG) voor de Game Boy Advance uit 2003. Het spel is onderdeel van de Castlevania-serie en is ontwikkeld en uitgegeven door Konami.
Het is het derde en tevens laatste Castlevania-spel voor de Game Boy Advance. Aria of Sorrow werd in Europa in 2006 opnieuw uitgebracht samen met Harmony of Dissonance als onderdeel van een bundel.

## Plot
Het spel speelt zich af in 2035 waarbij Dracula lange tijd is opgesloten na een gevecht in 1999. Het spel volgt het avontuur van Soma Cruz, een tiener met esoterische krachten. Volgens de legende keert de ziel van Dracula in 2035 terug naar zijn reïncarnatie, en zal de persoon al zijn krachten overerven.

## Spel
Het spel is een 2D side-scrolling platformspel dat overeenkomt met voorgaande delen in de Castlevania-serie. Doel van het spel is hoofdpersoon Soma Cruz door het veld te loodsen, waarbij hij onderweg vijanden verslaat. In het speelveld zijn verschillende wapens te vinden, zoals een bijl, kruis, heilig water, dolken en een stopwatch.
Aria of Sorrow voegt elementen uit het rollenspelgenre toe, waarbij de hoofdpersoon beschikt over levenspunten (hp), magiepunten (mp) en ervaringspunten (xp).

## Ontwikkeling
Aria of Sorrow werd opnieuw geschreven en geproduceerd door Koji Igarashi. Hij werkte aan eerdere Castlevania-titels zoals Symphony of the Night en Harmony of Dissonance. Igarashi wilde een andere richting met de serie op en schreef het in een toekomstige setting.

## Ontvangst
Het spel is matig verkocht in Japan, maar was wel succesvol in de Verenigde Staten. Aria of Sorrow ontving positieve recensies, en werd vaak vergeleken met Symphony of the Night. Men prees de gameplay en visuele elementen, maar kritiek was er op de korte speeltijd en de steeds lagere moeilijkheidsgraad gedurende het spel.
| Aggregator | Score  |
| ---------- | ------ |
| Metacritic | 91/100 |
| Publicatie | Score  |
| Eurogamer  | 9/10   |
| Famitsu    | 36/40  |
| GameSpot   | 8,6/10 |
| GameSpy    | 4,5/5  |
| IGN        | 9,3/10 |

## Trivia
- Het spel is opgenomen in het boek 1001 Video Games You Must Play Before You Die van Tony Mott.